# André de Hongrie
Pour les articles homonymes, voir André de Galicie.
André de Hongrie  (né vers 1210/1212 mort en 1234), parfois appelé André de Galicie, prince de la dynastie hongroise des Árpáds qui règne brièvement sur la Galicie entre  1224 et sa mort.

## Biographie
André, né entre 1210 et 1212, est le 5e enfant et le 3e fils du roi André II de Hongrie et de son épouse Gertrude de Méran. À la fin de la Cinquième croisade, au cours de son séjour en Cilicie en février 1218, son père négocie à Tarse avec le roi Léon II d'Arménie son mariage avec sa fille et héritière Isabelle d'Arménie. Le pape Honorius III approuve le projet de contrat de mariage le 4 mars 1219 mais, après la mort de Léon II, les régents du royaume qui doivent faire face à la tentative d'usurpation de Raymond-Roupen préfèrent unir la jeune reine à Philippe d'Antioche.

## Roi de Galicie
La Hongrie contrôlait déjà la région peuplée de Slaves nommée maintenant Ruthénie. Après la mort du prince Roman Mstislavitch qui avait réussi à unir la principauté de Galicie-Volhynie, le roi André II désireux d'étendre son influence au-delà des Carpates et appelé par sa veuve s'autoproclame  « protecteur » des deux jeunes fils du défunt Daniel et Vassilko. André II n'hésite pas à prendre alors le titre de « roi de Galicie et de Voldimérie » et, allié au prince polonais Lech le Blanc, il réussit à imposer en 1214 son fils aîné Coloman, époux de Salomé la fille aînée de Lech le Blanc, qu'il fait couronner « roi de Galicie  » avec l'accord du pape. Les Polonais prennent le contrôle de Przemyśl et de Brest et abandonnent aux Hongrois le reste de la Galicie pendant que les fils de Romain ne conservent qu'une partie de la Volhynie. Un conflit entre les Polonais et les Hongrois permet à Mstislav Mstislavich, prince de Novogorod, de chasser Coloman en 1219. Ce dernier réussit à se rétablir la même année, mais Mstilav s'empare de nouveau du trône en 1221. Afin de mettre fin au conflit, le roi André II négocie la même année l'union de son 3e fils et homonyme avec Marie-Hélène, la fille cadette du prince russe, et le couple reçoit les « droits » de Coloman sur la Galicie,. 
En 1224/1225, le prince André réussit à prendre le pouvoir à Przemysl d'où il s'impose militairement en Galicie. Il ne contrôle le pays qu'environ trois ans jusqu'à ce que le prince Danilo soutenu par la Pologne ne le supplante au début de 1230. Son frère aîné, le prince Béla, entreprend une campagne pour l'appuyer. L'expédition se solde par un échec au cours duquel les Hongrois sont repoussés. En 1231, le roi André II et ses fils Béla et André reprennent l'offensive et le prince André retrouve son trône de Galicie. Les Hongrois de Galicie sont vaincus l'année suivante par Daniel et ses alliés Coumans. André II s'apprête à effectuer une nouvelle campagne qu'il doit différer à la demande du légat pontifical. Au début de 1234, la forteresse de Halich est sur le point de tomber quand le prince André meurt prématurément. La ville se rend à Daniel de Galicie qui reprend son trône et met fin à un demi-siècle de vaines interventions hongroises destinées à contrôler la Galicie.